# Rönnöfors kyrka
Rönnöfors kyrka är en kyrkobyggnad i Rönnöfors. Den är församlingskyrka i Offerdals församling i Härnösands stift.

## Historia
Runt år 1830 började behovet av att bygga en kyrka eller ett kapell i västra Offerdals socken att diskuteras inom Offerdals socken i takt med att nybyggena i denna del av socknen ökade. 
I samband med att Rönnöfors bruk utökades växte behovet ytterligare. Vid bruket uppläts en särskild bönesal för gudstjänster men det skulle dock snart visa sig att den var alltför liten. Samtidigt ansågs det nödvändigt att utvidga Offerdals kyrka i Ede. Frågan behandlades av sockenstämman flera gånger mellan 1850 och 1860. År 1861 beslutades slutligen att en "bruks- och kapellkyrka" skulle uppföras i närheten av Rönnöfors bruk. År 1862 invigdes det nya bönehuset i trä som senare kom att kallas kapell och därefter även kyrka. I detta kapell hölls gudstjänster sex gånger per år. 
Frågan om att anställa en särskild präst till Rönnöfors kapell behandlades under en lång rad av år av Offerdals församling. Den förste komministern anställdes först år 1920 och 1923 kund han flytta in i den nybyggda prästgården. Prästgården uppfördes under åren 1922-1923 enligt ritningar av arkitekt Ivar Stål från Östersund. År 1924 fastställde regeringen att Offerdals församling skulle delas i Offerdals och Rönnöfors kyrkobokföringsdistrikt (kbfd) och vilka byar som skulle tillhöra vardera distriktet. År 1921 beslutades att en begravningsplats skulle anläggas och från och med år 1925 kunde därmed begravningar hållas i Rönnöfors.
I början av 1900-talet byggdes kapellet om till en kyrka. Bland annat fick kyrkan ett kyrktorn. Hösten 1917 invigdes den ombyggda träkyrkan. 
Vintern 1941 brann träkyrkan ned. Söndagen den 19 januari 1941 började brandrök tränga in i kyrksalen under högmässan. Efter ett kort brandförlopp brann hela kyrkan ned. Släckningsarbetet försvårades på grund av den stränga kylan. Alla inventarier och kyrkklockan kunde räddas. 
Offerdals församling beslutade snart att uppföra en ny kyrka i Rönnöfors. Uppdraget att rita kyrkan gick till arkitekt John Åkerlund i Stockholm. Byggmästare var Per Olof Olofsson i Landön. Kyrkan började byggas våren 1953 och invigdes söndagen den 4 juli 1954 av biskop Gunnar Hultgren. Ett nytt församlingshus invigdes redan år 1945.

## Exteriör
Kyrkan är placerad på den plats där det gamla kapellet tidigare låg, det vill säga högt på en kulle med utsikt över Landösjön. Kyrkan är uppförd av gult tegel och har ett mittskepp och två lägre sidoskepp. Kyrkan har ett torn i väster och en sakristia i norr. Taket är av sadeltyp och är klätt med offerdalsskiffer från Rönnöfors.

## Interiör
Kyrkan är sparsamt inredd och dekorerad. Det finns bland annat fönster med glasmålningar som har bevarats från det tidigare kapellet. Altartavlan är en muralmålning av konstnären Torsten Nordberg från Stockholm. Tavlan visar fyra bibliska motiv. Det finns vidare en stenskulptur av Ivar Jonsson från Stockholm och en dopfunt av skulptören Carl Elmberg, Stockholm. 
Länsstyrelsen i Jämtlands län har uttalat att "kyrkan är en mycket tydlig exponent för efterkrigstidens arkitekturströmning, då traditionella former, materialverkan, hantverksmässighet och en robustare karaktär betonades". Riksantikvarieämbetet beslutade 2002 att Rönnöfors kyrka ska omfattas av länsstyrelsens tillståndsprövning, bland annat eftersom kyrkans tillkomst är en del i en historisk kontinuitet.

## Externa webbplatser
- Information om Rönnöfors kyrka, Länsstyrelsen i Jämtlands län